# Hugo Maradona
Hugo Hernán Maradona Franco (Lanús, 9 de maio de 1969 – Monte di Procida, 28 de dezembro de 2021), também conhecido como El Turco, foi um ex-futebolista e treinador de futebol argentino. 
Mais novo entre os 2 irmãos de Diego Armando Maradona, fez parte da equipe que disputou o Campeonato Mundial Sub-16, na China. Na partida da primeira fase da Argentina contra o Congo, ele marcou dois gols para ajudar a equipe a uma vitória por 4-2, que no entanto foi insuficiente para a Argentina, eliminada na fase de grupos. Na época, jogava pelo Argentinos Juniors, mesmo clube onde Dieguito iniciara a carreira.
Em 1987, Hugo Maradona foi comprado pelo Ascoli da Itália, jogando a Serie A do Campeonato Italiano. Ele jogou apenas 13 partidas, não marcando nenhum gol, e foi vendido no final da temporada para o Rayo Vallecano da Espanha. Teve curtas passagens no Rapid Viena da Austria, no Deportivo Italia da Venezuela e Progreso do Uruguai, antes de seguir para o futebol do Japão, onde faria sucesso durante 6 anos. Na Terra do Sol Nascente, atuou no PJM Futures (atual Sagan Tosu), Avispa Fukuoka e Consadole Sapporo. Encerrou a carreira em 1999, após jogar no Toronto Italia e no Brown de Arrecifes.
Voltou aos gramados em 2004, com êxito, por Quilmes da Argentina, Presidente Hayes do Paraguai e Sportivo Trinidense também do Paraguai, onde abandonou de vez a carreira de jogador. Antes, havia treinado o Puerto Rico Islanders, equipe de Porto Rico.

## Morte
Hugo morreu de um ataque cardíaco em sua residência em Monte di Procida, na província de Nápoles, na Itália, durante a madrugada do dia 28 de dezembro de 2021.